# Jiřina Jirásková
Jiřina Jirásková (17. února 1931 Praha – 7. ledna 2013 Praha) byla česká herečka, ředitelka Divadla na Vinohradech a partnerka českého filmového a televizního režiséra Zdeňka Podskalského.

## Kariéra
Vystudovala DAMU, kam přešla z řádového gymnázia v Kutné Hoře. Po absolvování konzervatoře hrála nejprve rok v Hradci Králové. V roce 1951 se stala členkou pražského Divadla na Vinohradech, kde poté stále působila. Od 30. května 1990 do 30. června 2000 zde také zastávala funkci ředitelky.
V padesátých letech jako členka vinohradské scény odsoudila spolu s dalšími v rámci vykonstruovaného procesu svoji kolegyni Jiřinu Štěpničkovou, která byla následně vězněna po 10 let. Herečka se za tento čin několikrát omluvila: z mladické nerozvážnosti věřila komunistické propagandě všechna obvinění tehdy odsouzené populární herečky. Členkou KSČ byla od svých 16 let až do roku 1970. Sama pak čelila komunistickým represím. 
Před kamerou dostala první velkou příležitost ve špionážním dramatu Smyk, které v roce 1960 natočil režisér Zbyněk Brynych. V 60. letech objevil její komediální talent režisér Zdeněk Podskalský. V 70. letech pro ni však nastala nucená přestávka před kamerou a na filmové plátno se ve větší roli vrátila až v roce 1980 ve filmu Trhák.
Během své kariéry ztvárnila přes 140 filmových a televizních rolí. Přestože se vyznačovala zajímavým hlasem, dabingu se téměř nevěnovala. Za pozornost však stojí dabing Elizabeth Taylor ve filmu Kdo se bojí Virginie Woolfové?.
V letech 1990–2000 byla ředitelkou Divadla na Vinohradech.

## Osobní život
Jejím manželem byl herec Jiří Pleskot, za kterého byla vdaná jen dva roky. Později žila dvacet sedm let se svým životním partnerem Zdeňkem Podskalským. Neměla žádné děti. Byla kmotrou mladšího syna herečky Simony Stašové Vojtěcha Stašea také kmotrou Damiána Hráška, syna Simony Postlerové.
Její rodiče byli rozvedení. Otec se podruhé oženil a měl její nevlastní sestru Petru (od té neteř Aneta), se kterou se ale nestýkala.
Zemřela po dlouhé nemoci ve věku 81 let ve svém bytě v Praze v Kouřimské ulici na Vinohradech. Pohřbena byla 19. ledna 2013 v jihočeských Malenicích, kde jsou pohřbeni oba její životní partneři.

## Ocenění
- 1966 Vyznamenání Za vynikající práci
- 1988 titul zasloužilá umělkyně
- 1999 Cena Thálie
- 2000 Zlatá evropská plaketa
- 2006 medaile Za zásluhy  II. stupeň o stát v oblasti kultury a umění
- 2006 Cena za přínos české komedii
- 2008 uvedena do Dvorany slávy v televizní anketě TýTý 2008

## Divadelní role ve Vinohradském divadle, výběr
- 1957 Anne Franková – F. Goodrichová, A. Hackett: Deník Anny Frankové, titul. role, režie Jan Strejček
- 1967 Pavel Kohout: August August, august, Lulu, režie Jaroslav Dudek
- 1973 William Shakespeare: Večer tříkrálový nebo Cokoli chcete, Olivie, režie Stanislav Remunda
- 1974 Robert Bolt: Ať žije královna!, Alžběta Tudorovna, režie Jaroslav Dudek
- 1989 Vítězslav Hálek: Záviš z Falkenštejna, Královna Kunhuta, režie Jan Kačer
- 1996 Friedrich Dürrenmatt: Návštěva staré dámy, Klára, režie Vladimír Strnisko j. h.
- 2000 G. G. Márquez, G. Schwajda: Sto roků samoty, Úrsula, režie Petr Novotný j. h.
- 2003 Jiří Šotola: Cesta Karla IV. do Francie a zpět, Isabela, režie Petr Novotný j. h.
- 2003 J. C. Grumberg: Krejčovský salón, Helena, režie Petr Novotný j. h.

## Rozhlasové role
- 1982 Nikolaj Vasiljevič Gogol: Ženitba – role: Anna, služebná Agáty, překlad: Leoš Suchařípa, režie: Jan Lorman
- 1983 Miroslav Krleža: Leda, Československý rozhlas Praha, role: Melita, režie: Jan Lorman
- 1993 Zdeněk Svěrák: Podzemnice olejná, režie Jan Fuchs, účinkují: Vlasta Žehrová, Zdeněk Svěrák, Jiří Pleskot, Jiřina Jirásková, Petr Pelzer a Martin Růžek.
- 1995 Virginia Woolfová: Flush : příběh lásky a přátelství (Flush: A Biography) 1933. V Českém rozhlasu zpracováno v roce 1995 jako šestidílná četba na pokračování. Z vlastního překladu připravila Hana Žantovská, v režii Petra Adlera četla Jiřina Jirásková.[7]
- 2007 Daniela Fischerová: Cesta k pólu, příběh o hledání smyslu života na samém jeho konci. Hudba: Marko Ivanovič, dramaturgie: Martin Velíšek, režie: Hana Kofránková. Hrají: Jiřina Jirásková, Josef Somr, Viola Zinková, Bořivoj Navrátil, Vilma Cibulková, Zdeněk Hess, Miriam Kantorková, Hana Brothánková a Jan Polívka.[8]

## Filmografie

### Film
- 1953 Po noci den – Jiřinina kamarádka
- 1960 Smyk – Luisa
- 1961 Každá koruna dobrá – učitelka hudby
- 1961 Pohled do očí – Olga Valentová
- 1963 Einstein kontra Babinský – Dáša
- 1964 Každý den odvahu – Olina
- 1964 Čintamani a podvodník, povídka Příběh sňatkového podvodníka – zákaznice
- 1965 Bloudění – matka
- 1965 Třicet jedna ve stínu – Věra
- 1966 Dědeček, Kyliján a já – dr. Karpíšková
- 1966 Hotel pro cizince – Marie
- 1967 Dům ztracených duší – dr. Dvořáková
- 1967 Jak se zbavit Helenky – Viky
- 1968 Naše bláznivá rodina – Solničková
- 1969 Flirt se slečnou Stříbrnou – role: redaktorka Dáša Blumenfeldová
- 1969 Já, truchlivý bůh – Štenclová
- 1969 Případ pro začínajícího kata – Tadeášová
- 1969 Světáci – Marcela
- 1970 Ďábelské líbánky – Alžběta
- 1970 Na kometě – Ester
- 1979 Julek – žena polykače mečů
- 1980 Trhák – skriptka
- 1980 Útěky domů – herečka
- 1981 Křtiny – role: sekretářka technického náměstka Karolína
- 1982 Jak svět přichází o básníky – ředitelka školy
- 1982 Vinobraní – Albína Brousková
- 1983 Bota jménem Melichar – Moutelíková
- 1983 Katapult – Anna
- 1983 Samorost – Vlasta
- 1983 Sestřičky – babi
- 1983 Slunce, seno, jahody – řídící Václavka Hubičková
- 1983 Egy kicsit én, egy kicsit te – matka Evy
- 1984 Barrandovské nokturno aneb jak film zpíval a tančil – zpěvačka
- 1986 Můj hříšný muž – Jeníková
- 1986 Šiesta veta – Ema Goldpergerová
- 1986 Veselé Vánoce přejí chobotnice – paní Krásná
- 1987 Když v ráji pršelo – Dočkajka
- 1988 Maria Stuarda
- 1989 Dva lidi v zoo – Josefína
- 1989 Muka obraznosti – Antlová
- 1989 Příběh ’88 – Zdena
- 1989 Slunce, seno a pár facek – řídící Václavka Hubičková
- 1990 Motýlí čas – ředitelka školy
- 1991 Slunce, seno, erotika – řídící Václavka Hubičková
- 1993 Jedna kočka za druhou – paní domácí
- 1995 Fany – MUDr. Jiřina Venclovská
- 1996 Let’s Make an Opera
- 2005 Anděl Páně – abatyše
- 2005 Povodeň – Gabriela Kvapilová
- 2006 Rafťáci – babička Dannyho
- 2012 Vrásky z lásky – Jižná
- 2012 Školní výlet – hraběnka Schwarzová
- 2013 Donšajni – matka Markéty Jiřina

### Televize
- 1959–1960 Rodina Bláhova (TV seriál)
- 1961 Střevíčky (TV film) – role: Marta
- 1962 Pozdní láska
- 1967 Deštník (TV inscenace povídky) – role: Klára Orreyová
- 1968 Sňatky z rozumu (TV seriál) – role: dcera Hana Váchová
- 1970 Obavy komisaře Maigreta
- 1982 O labuti
- 1986 Zlá krev (TV seriál) – Hana Bornová
- 1986 O houbovém Kubovi a princi Jakubovi
- 1987 Stačí stisknout – Macková
- 1987 Poslední leč Alfonse Karáska
- 1987 Podivná nevěsta – matka
- 1989 Čeleď brouků finančníků – uklízečka
- 1990 Dcera národa
- 1990 Radostný život posmrtný
- 1991 Přes padací mosty 1, 2
- 1991 Talisman
- 1991 Koho ofoukne větříček
- 1991 Klaním se, měsíci
- 1991 Závrať
- 1992 Kadeř královny Bereniké – Klió
- 1993 Zámek v Čechách – hraběnka
- 1994 Bylo nás pět (TV seriál) – Fajstová
- 1996 Život na zámku (TV seriál) – role: babička Králová
- 1996 Pražský písničkář (TV seriál) – vypravěčka
- 2002 O ztracené lásce (TV seriál; v 1. díle) – sudička
- 2002 Kožené slunce – role: Zobalka
- 2002 Vyvraždění rodiny Greenů – role: Paní Greenová
- 2004 Povodeň – role: Gabriela
- 2004 Pojišťovna štěstí (TV seriál) – role: Kekulová
- 2005 Dobrá čtvrť (TV seriál) – role: matka profesorky Svobodové
- 2012 Vánoční hvězda (TV film)

### Dabing
- 1952 – Zázračný prsten, (Ljubava)
- 1966 – To je vražda, řekla ..., Muriel Pavlow (Ema Ackenthorpe)
- 1966 – Past na Popelku, Dany Carrel (Michèle Isola / Dominique Loï)
- 1968 – Kdo se bojí Virginie Woolfové?, Elizabeth Taylor (Marta)
- 1969 – Zločin Davida Levinsteina, Bérangère Dautun (Jacky)
- 1984 – Trampoty s dědictvím, Galina Polskich (vedoucí)
- 1985 – Testament profesora Dowella, Valentina Titova (dr. Loranová)
- 1986 – Jediný svědek, Renée Faure (Lambelainová)
- 1988 – Chobotnice, Dagmar Lassander (Cannitova manželka)